# Spodnje Hoče
Spodnje Hoče este o localitate din comuna Hoče - Slivnica, Slovenia, cu o populație de 2.109 locuitori.